# Dresdner Centralheizungsfabrik Louis Kühne
Die Dresdner Centralheizungsfabrik Louis Kühne war eine Fabrik zur Herstellung von Zentralheizungen, die Ende des 19. Jahrhunderts auch Windkraftanlagen und Aussichtstürme in Stahlfachwerkbauweise herstellte. Sie wurde nach 1945 in Dresden weitergeführt und 1972 enteignet.

## Unternehmensgeschichte
Der aus Leipzig stammende Ingenieur Louis Emil Johannes Kühne (um 1846–1921) zog mit seiner ebenfalls in Leipzig geborenen Ehefrau Johanna Ida geborene Gröber (um 1848–1929) im Jahre 1873 nach Dresden. Im gleichen Jahr gründete er eine „Handlung mit Artikeln für Gas- und Wasseranlagen, Centralheizungen und Zimmertelegr[aphen]“. Vorher wohnte Kühne Am Täubchenweg 5, wird im Leipziger Adressbuch als Rot- und Stückgießer geführt und arbeitete im Betrieb des Rot- und Glockengießers Johann Christian Friedrich Massias.
Das Dresdner Geschäft befand sich zunächst in der damaligen Victoriastraße 31, die Wohnung in der erst 20 Jahre zuvor zu Ehren der Prinzessin Mathilde von Sachsen angelegten Mathildenstraße 16. Der Sohn Erich William Armin Kühne (1879–1951), der später Ingenieur und Nachfolger von Louis Kühne wurde, wuchs in der neuen Wohnung in der Winckelmannstraße 17 auf.

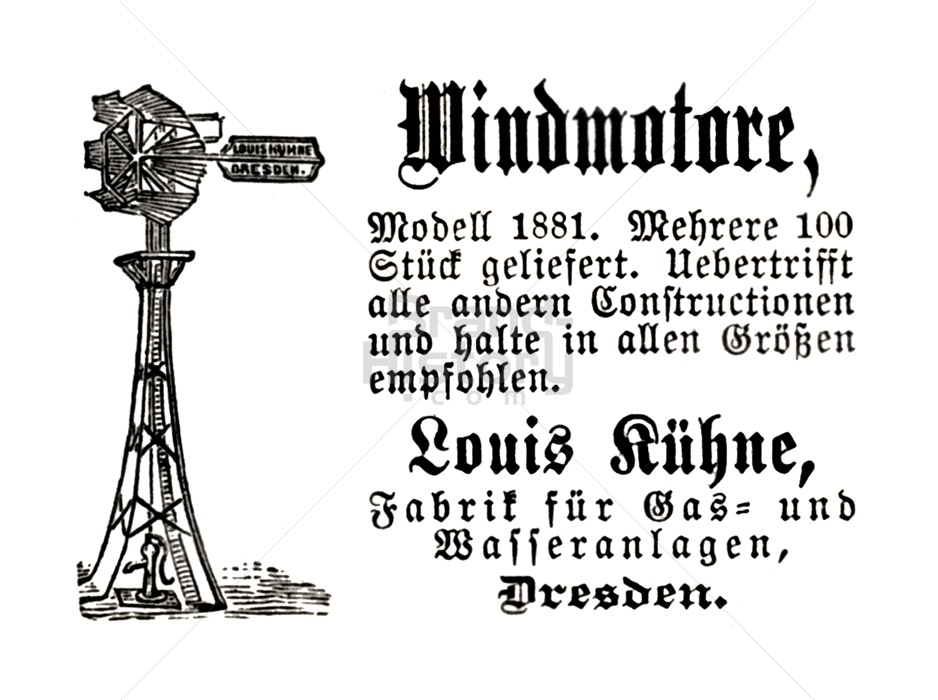
Reklame für Windmotore von Louis Kühne

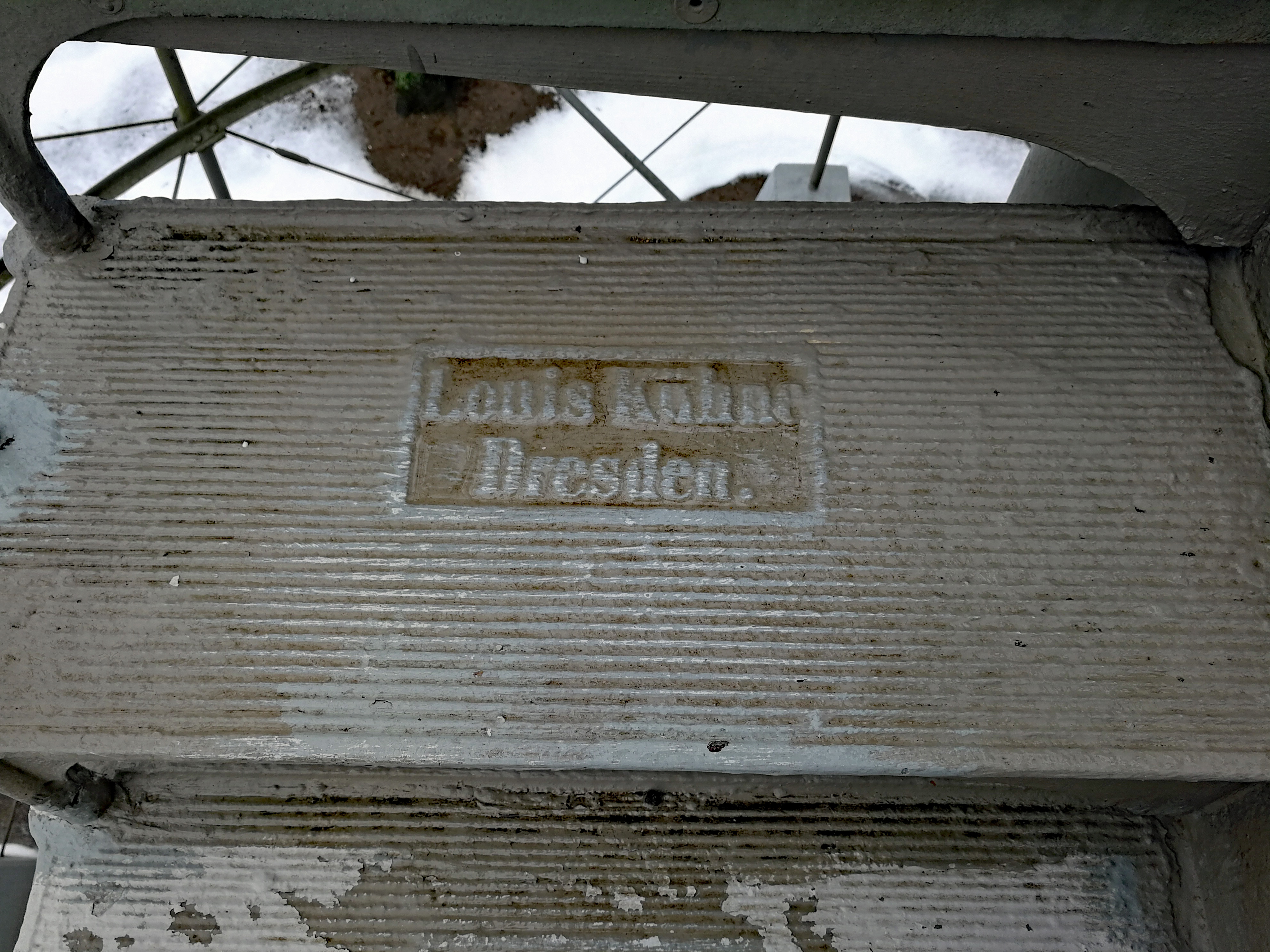
Gusseiserne Stufe des Aussichtsturms auf der Götzingerhöhe südlich der Stadt Neustadt in Sachsen

Schon in einer Reklame über Windmotore aus dem Jahre 1881 findet sich Louis Kühne mit einer „Fabrik für Gas- und Wasseranlagen“, deren Geschäftslokal sich in der Rampeschestraße 17 befand (heute Rampische Straße Ecke Salzgasse). Im Adressbuch gibt es den Zusatz „amerik[anische] Windmühlen“, in der Reklame steht „Modell 1881. Mehrere 100 Stück geliefert. Uebertrifft alle andern Constructionen und halte [?] in allen Größen empfohlen.“ Ob von den Windkraftanlagen auf Stahlfachwerktürmen noch einzelne erhalten sind, ist unwahrscheinlich. Allerdings stehen mit ähnlicher Konstruktion noch mindestens zwei Aussichtstürme in Baden-Württemberg und in Sachsen (siehe Tabelle).

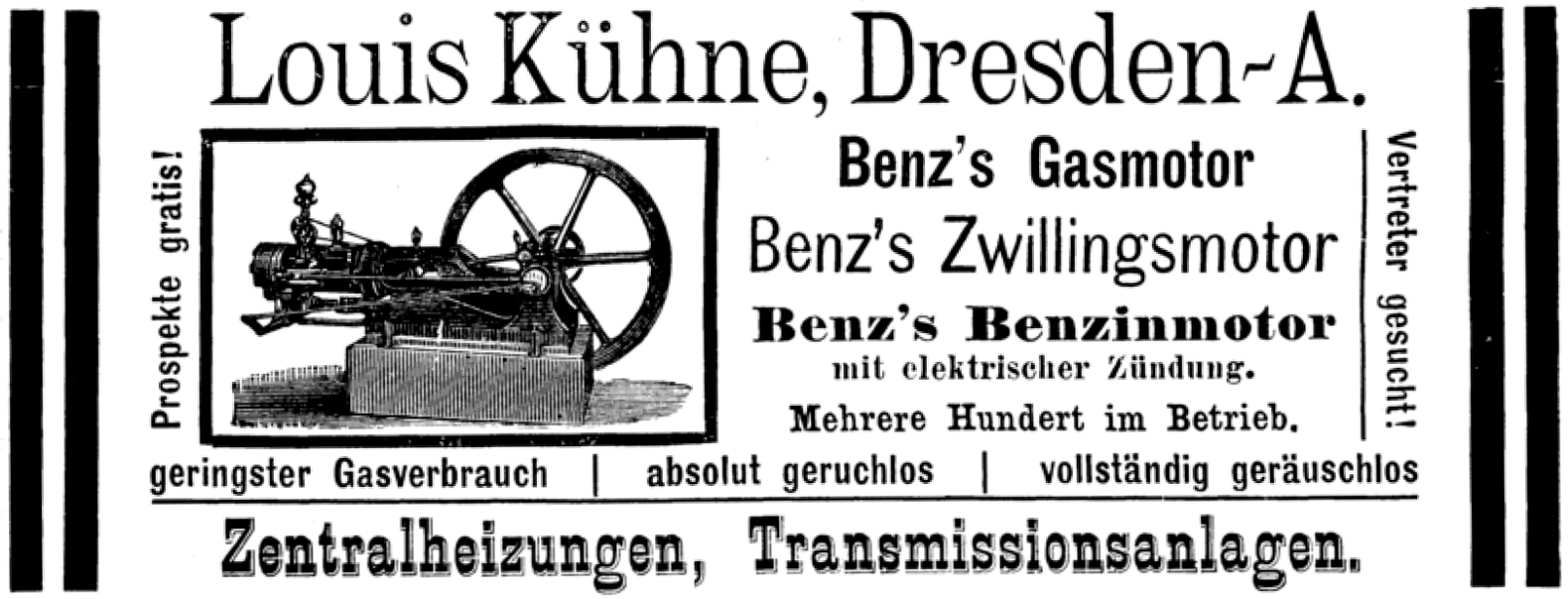
Anzeige von 1888

Zur Geburt der Tochter Ida Kühne im Jahre 1885 war man schon in der Freiberger Straße. Hier befanden sich nun die Wohnung in der damaligen Nummer 56, die Fabrik zunächst im Hinterhof der Nummer 11 und wenig später in der kreuzenden Papiermühlengasse 8. Die seit der Jahrhundertwende 1900/1901 bestehenden Anschriften Freiberger Straße 21 (Hinterhof)/23 und Papiermühlengasse 17 blieben auch über den Zweiten Weltkrieg hinaus bis mindestens 1962 bestehen. Ende der 1890er Jahre wurden neben Zentralheizungen auch Transmissionsanlagen und mit Gas oder Benzin betriebene Motore mit elektrischer Zündung sowie Zwillingsmotore nach Carl Benz angeboten. 1897 werden von Louis Kühne auch „Motorenboote, Gas-Petroleum-Motoren“ angeboten. Um 1904 gibt es neben Zentralheizungen auch Reklamen für „Bade- und Wascheinrichtungen“.
Ab 1911 firmiert Kühnes Sohn Erich in der Freiberger Straße 23 als Geschäftsführer der Zenithwerke GmbH. Die Firma stellte 1913 schmiedeeiserne Plattenheizkörper her. Die Platten hatten eine Dicke von 20 mm. Es gab einzelne Platten und Anordnungen von zwei und drei Platten im Abstand von 40 mm zueinander. Im Jahre 1920 führt das Dresdner Adressbuch Kühnes Sohn zusätzlich auch als Prokurist der Dresdner Centralheizungs-Fabrik Louis Kühne.
Seit 1934 ist der Ingenieur Paul Roesner Geschäftsinhaber der Firma, die den ursprünglichen Namen beibehält. Die Schreibweise Dresdner Centralheizungsfabrik Louis Kühne findet sich selbst noch im Telefonbuch des Bezirkes Dresden aus dem Jahre 1962. Auch Inhaber und Anschrift sind identisch zu den Angaben von vor 1945. Die letzten Firmenakten stammen aus den Jahren 1971–1972 aus den Beständen der Bezirksdirektion Dresden der Industrie- und Handelsbank. Erich Kühne verstarb 1951 im Alter von 72 Jahren in Berlin-Wilmersdorf.

## Aussichtstürme
Neben den nicht mehr erhaltenen Windkraftwerken errichtete die damals in der Freiberger Straße 11 firmierende Fabrik für Gas-, Wasser- und Heizungsanlagen Louis Kühne ab 1882/1883 mehrere Aussichtstürme ohne Verzierungen, von denen aktuell (Stand 2021) noch zwei erhalten sind. Sie zählen zu den ältesten Stahlfachwerktürmen der Welt. Erst vier Jahre später war Baubeginn zur Errichtung des Eiffelturms, der allerdings über 12 Mal so hoch ist.
Zur Stabilität des Büchenbronner Aussichtsturms schrieb bereits 1885 die Deutsche Bauzeitung, „dass der Thurm schon durch einen einzigen Besucher mit Leichtigkeit in ziemlich große Schwankungen versetzt werden kann“. Vom Ernst-Ludwig-Turm auf dem Knörschhügel ist bekannt, dass er zunächst probeweise in Dresden aufgebaut wurde, bevor er in den Odenwald kam. Ein beeidigter Sachverständiger befand ihn für „solide und exact ausgeführt“. Für den Belastungstest mussten 50 Maurer und Zimmerleute den Turm besteigen.
Der einige Jahre später errichtete 30 m hohe Aussichtsturm Wanne ist in vielen Details eine Kopie der Türme von Louis Kühne mit achteckigem Querschnitt, soll aber von der Glockengießerei Grüninger ausgeführt worden sein. Im Gegensatz dazu haben die etwa zur gleichen Zeit errichteten Türme der Fabrik für Windmotoren Carl Reinsch, die sich ebenfalls in der Freiberger Straße in Dresden befand, quadratische oder sechseckige Querschnitte, zum Beispiel der 1977 abgerissene Aussichtsturm auf der Dreibrüderhöhe.
| Ort                | Name              | Bundesland (heute) | Höhe des Turms | Höhenlage    | Koordinaten                     | Bild | Bemerkungen |
| ------------------ | ----------------- | ------------------ | -------------- | ------------ | ------------------------------- | ---- | --- |
| Büchenbronner Höhe | -                 | Baden-Württemberg  | 25 m           | 607 m ü. NHN | 48° 50′ 35,6″ N, 8° 38′ 28,5″ O |      | 1926 gründlich überholt; 1948 kleinere und 1957/1958 größere Restaurierung; 1984 Generalsanierung; 1999 Renovierung nach Orkan „Lothar“ |
| Götzingerhöhe      | -                 | Sachsen            | 25 m           | 423 m ü. NHN | 51° 0′ 40″ N, 14° 12′ 28″ O     |      | 1992 grundlegend saniert |
| Knörschhügel       | Ernst-Ludwig-Turm | Hessen             | 20 m           | 536 m ü. NHN | 49° 41′ 42,3″ N, 8° 43′ 25,6″ O |      | 1922 abgebaut und verschrottet; Fundamentsteine noch sichtbar                                                                           |

## Patente
- DE3882 Louis Kühne: Vereinfachte Dampfmaschine für das Kleingewerbe. Ausgegeben am 7. Februar 1879.[22]